# نجم شبه قزم
نجم شبه قزم (بالإنجليزية: Subdwarf)‏ هو نجم ذو لمعان أو سطوع من الفئة السادسة حسب نظام يركس للتصنيف الطيفي.
والنجوم شبه القزمة لها درجة سطوع أقل ب (1,5-2) درجة من نجوم السلسلة الرئيسية لنفس النوع الطيفي.
ويتضح ذلك على رسم هرسل (هرتزشبرونغ-راسل) حيث يظهر موقعها تحت السلسلة الرئيسية.

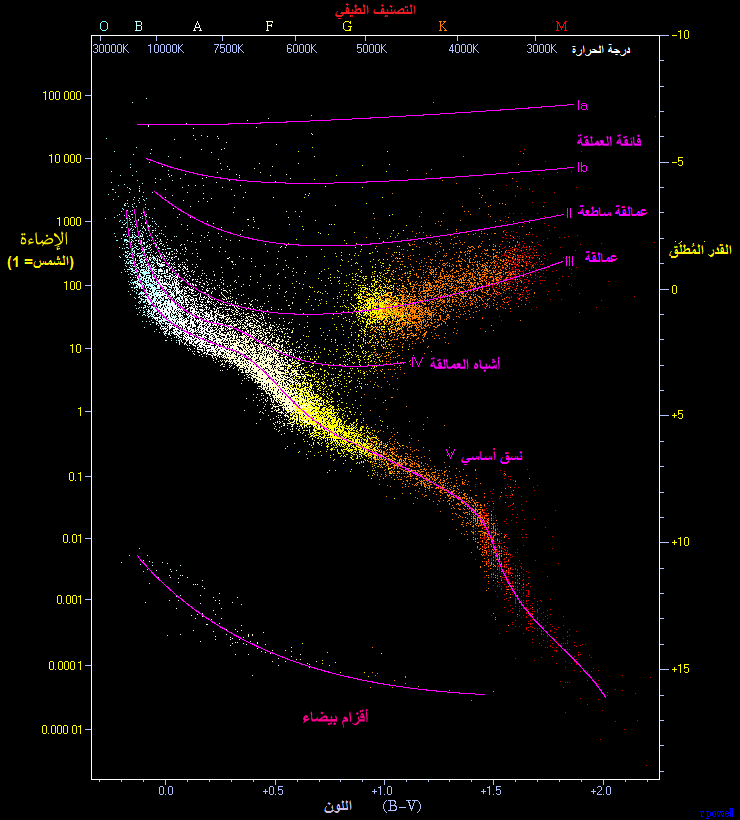

وقد استحدث مصطلح نجم Subdwarf بالإنجليزية بواسطة جيرارد كويبر عام 1939 م للإشارة إلى تلك مجموعة من النجوم ذات الأطياف الشاذة التي وصفت سابقاً بأنها أقزام أشاعل متوسطة.

## نجوم شبه قزم باردة
مثل نجوم النسق الأساسي، تقوم النجوم شبه القزمة الباردة بإنتاج طاقتها من تفاعلات الهيدروجين .ويرجع قلة سطوعها إلى قلة نسبة المادة فيها فهذه النجوم غير غنية بالعناصر الأثقل من الهيليوم.
وقلة نسبة المادة يقلل من عتمة الطبقات الخارجية ويقلل من الضغط الإشعاعي مما ينتج نجمًا أصغر حجمًا وأكثر سخونة لكتلة معينة .
وتؤدي قلة العتمة هذه إلى انبعاث نسبة عالية من الأشعة فوق البنفسجية بالنسبة للنجوم من نفس النوع الطيفي، وغالبًا أعضاء ما تكون مجرة درب التبانة عادةً ذات سرعة في الفضاء أعلى من الشمس.

## نجوم شبه قزم حارة
النجوم شبه القزم الحارة لها نوع طيفي (O,B) والمسماة أيضاً بنجوم الفرع الأفقي الأقصى هي فئة مختلفة كليًا عن النجوم شبه القزم الباردة، هذه النجوم تمثل مرحلة متأخرة في تطور بعض النجوم عندما يبدأ نجم عملاق أحمر يفقد طبقات الهيدروجين الخارجية الخاصة به ثم بدأ اللب بصهر الهيليوم.
إن أسباب حدوث ذلك ما زالت غير واضحة لكن يعتقد أن نشاط النجوم في نظام ثنائي هو أحد الآليات الرئيسية.
وقد تكون شبه القزم المفردة ناتجة عن عملية اندماج بين نجمين من الأقزام الأشاعل.
كون النجوم شبه القزم من النوع B أكثر لمعاناً من الأقزام الأشاعل يجعلها عنصرًا هامًا في تعداد النجوم القزمية الحارة في النظم النجمية القديمة.

## نجوم جديرة بالذكر
•	Kapteyn's Star
•	Groombridge 1830
•	Mu Cassiopeiae
•	2MASS J05325346+8246465, a possible halo brown dwarf and the first substellar subdwarf.
•	SSSPM J1549-3544